# Piton de la Fournaise
El Piton de la Fournaise, que culmina als 2.631 m, és el volcà actiu de l'illa de La Reunió. Correspon al cim i al flanc oriental del massís del Piton de la Fournaise, un volcà escut que constitueix el 40% de l'illa en la seva part sud-est.
El Piton de la Fournaise es troba, junt amb el Kilauea, l'Etna o l'Stromboli, entre els volcans més actius del planeta. Des de 1998, una o diverses erupcions es produeixen cada any. A vegades, és possible anar a veure sobre el terreny les ejeccions de material piroclàstic i colades de lava.